# (T)EC(L)A
O Modelo (T)EC(L)A é «uma formulação teórica sobre o ensino e aprendizagem  musical  adaptada do modelo C(L)A(S)P (Composition, Literature, Audition, Skill, Performance and acquisition), proposto pelo pesquisador e educador musical britânico Keith Swanwick. (T)EC(L)A Técnica, Execução, Composição musical, Literatura e Apreciação. As atividades periféricas, como aquisição de habilidades técnicas (T) e literatura (L), aparecem entre parênteses, pois servem apenas de suporte para 3 atividades centrais, Composição (C), Audição (A) e Execução (E).
Vale ressaltar que o próprio Keith Swanwick não reconhece como saudável a tradução para (T)EC(L)A, uma vez que a disposição física das letras no modelo original importa para o entendimento do modelo. Composição em primeiro lugar por ser a atividade mais genuína da educação musical; Performance por último para garantir o equilíbrio entre as atividades de criação e de execução; Apreciação no centro, pois o ouvir medeia as relações musicais presentes nas atividades em questão.
Em outras palavras, este modelo propõe uma aprendizagem musical baseada na vivência das suas três formas práticas - apreciação, execução, e composição musical - complementadas pela experiência e desenvolvimento técnico e literário-musical. Esta vivência deverá abarcar a música existente e a criada pelos próprios alunos, ao contrário de estar centrada na aprendizagem de conceitos abstratos onde a música é utilizada para exemplificar a música do outro, e o que o professor está ensinando. Em outras palavras, o que se propõe é que o aluno esteja sempre se relacionando com música e não somente com o conhecimento sobre música. Que aprenda música, musicalmente.